# Acer capillipes
Acer capillipes (bordo Kyushu) é um bordo na mesma seção taxonômica que outros bordos de casca de cobra como A. pensylvanicum, A. davidii e A. rufinerve. É nativa das regiões montanhosas do Japão, nas ilhas central e sul de Honshū (Prefeitura de Fukushima ao sul), Kyūshū e Shikoku, geralmente crescendo ao longo dos riachos das montanhas.  

## Características

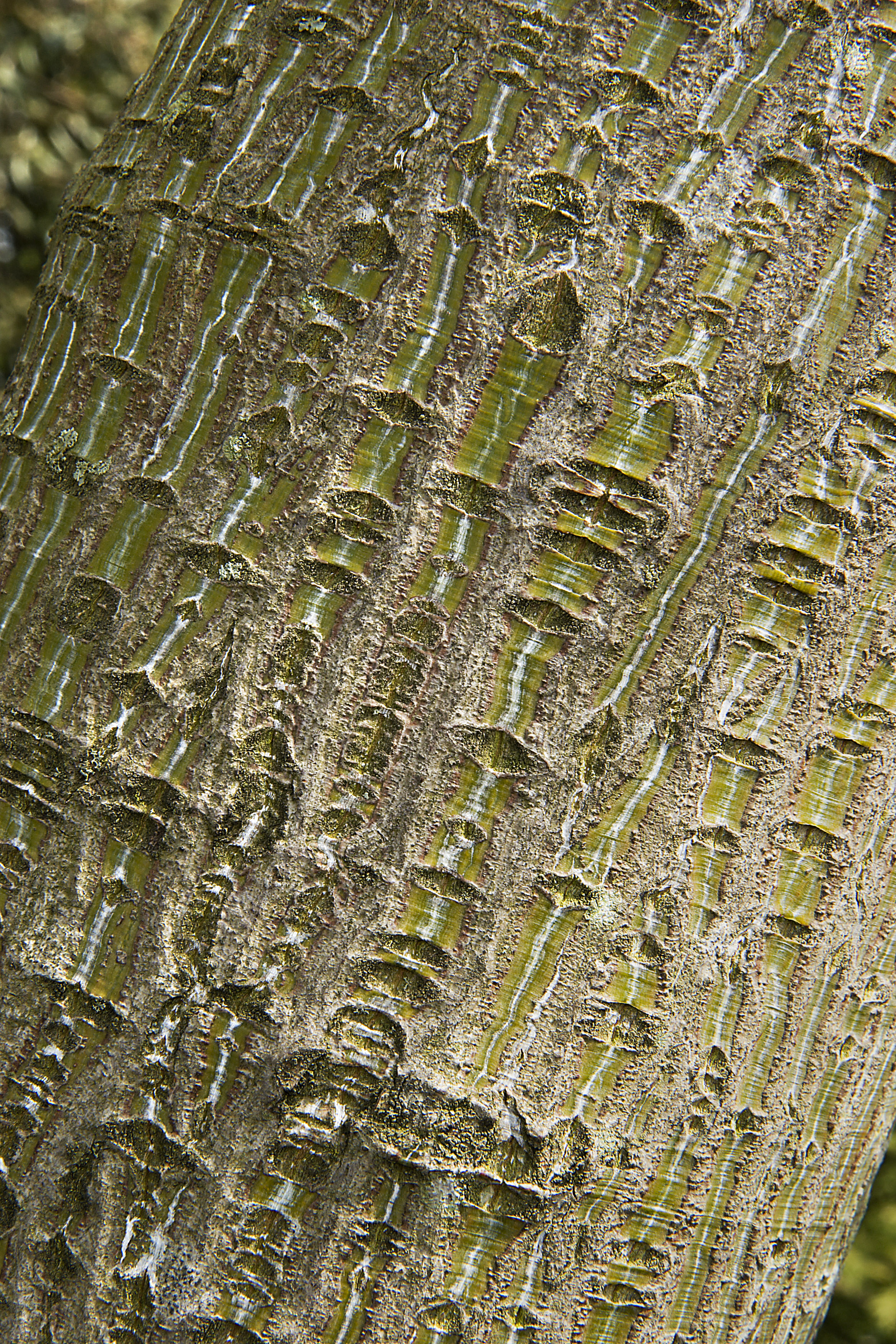
Pormenor da casca da árvore

É uma pequena árvore decídua que cresce de 10 a 15 m (raramente 20 m) de altura com um tronco de até 70 cm de diâmetro, embora geralmente menor e frequentemente com troncos múltiplos, e uma copa espalhada de galhos longos e finos. A casca é lisa, verde-oliva com estrias brancas verticais estreitas e regulares e pequenas lenticelas horizontais acastanhadas; ele mantém seu padrão na base mesmo em árvores antigas. As folhas são 10-15 cm de comprimento e 6–12 cm de largura, com três ou cinco lóbulos, sendo os lóbulos basais das folhas quíntuplas pequenos; eles têm uma margem serrilhada, veias conspícuas e um 4-8 avermelhado pecíolo cm. Eles são verdes foscos a subbrilhantes no verão, passando para amarelo brilhante, laranja ou vermelho no outono. As flores são pequenas, amarelo-esverdeadas, produzidas em 8–10 racemos de cm no final da primavera, inicialmente eretos, mas tornando-se pendentes, com flores masculinas e femininas em racemos diferentes. As nozes de samara são 5 mm de comprimento, com 2 asa de cm de comprimento.    
Distingue-se do parente Acer rufinerve (japonês, ウリハダカエデurihadakaede ), com o qual às vezes cresce, pelos pecíolos avermelhados, as folhas sem pêlos ou apenas com pêlos finos (contrastando com os pêlos ruivos na parte inferior das folhas de A. rufinerve ), e na floração mais tarde na primavera, bem depois que as folhas aparecem. 

### Cultivo e usos
É cultivada como uma árvore ornamental por sua casca listrada e boa folhagem de outono. Quando cultivada junto com seus parentes próximos, pode ser distinguida deles pela presença adicional de pequenas manchas laranja-ferrugem na casca.  Híbridos com A. davidii são frequentes no cultivo. 
Esta planta ganhou o Prêmio de Mérito de Jardim da Royal Horticultural Society.